# Cartoonito (Portugal)
O Cartoonito (anteriormente Boomerang Angola e Moçambique entre 2015 e 2023 e Boomerang Portugal entre 2018 e 2023) é um canal de televisão dedicada exclusivamente à programação infantil e pré-escolar. Oficialmente, o público-alvo é entre os 3 aos 6 anos. O canal está disponível em Portugal, Angola e Moçambique.
Em 26 de abril de 2018, o canal como Boomerang começou a estar disponível para os clientes NOWO e Vodafone  e em 31 de janeiro de 2022 para os clientes MEO, e finalmente foi introduzida para os clientes da NOS no dia 15 de abril de 2025.
A partir de 21 de fevereiro de 2022, o Boomerang começou a exibir o bloco Cartoonito, um bloco de desenhos voltado para crianças com menos de 6 anos de idade.
Mais tarde, a partir de 23 de março de 2023, o Boomerang passou a ser substituído pelo Cartoonito.

## História

### Origem e sucesso
O canal Boomerang surgiu como um 2º canal do Cartoon Network, ou seja, o que passa no canal, independentemente do país onde seja lançado, o Cartoon Network (à semelhança do que já acontecia em Portugal entre a RTP1 e a RTP2) estão sempre conectados. Ele transmite programação destinada a um público e ele que dá continuidade à exibição dos remakes e à reposição de clássicos da Hanna-Barbera, MGM Cartoon's e Warner Bros. Animation/Cartoons e é considerado o canal mais classicista da televisão norte-americana. Em Portugal, isso já acontecia como Cartoon Network, mas a partir de 2005, grande parte da programação foi transferida para esse canal, ainda que o Cartoon Network tivesse os direitos de exibição.
Entretanto, quando o Cartoon Network começou a ser transmitido em português em 2013, o Boomerang foi desconectado e com isso, produções clássicas que deveriam estar a passar no Boomerang como Tom & Jerry ou o Doraemon foram vistas nesse canal até 2015, ano em que o Boomerang regressa aos PALOP, e em 2018, regressando a Portugal, desta vez ao mercado português, e tendo em conta ser um canal-irmão do Cartoon Network, todos os programas infantis. Além de terem a licença de exibição para os dois canais ao mesmo tempo, ainda passam com a mesma dobragem portuguesa.

### A fase europeia (2008 - 2013)
O canal Boomerang já tinha estado conectado em Portugal, nas operadoras na antiga ZON TV (Atual NOS), NOWO e Vodafone, entre 2008 e 2013, mas na versão europeia com lingua inglesa, tal como o Cartoon Network/TCM e sem assinatura portuguesa, mas na versão africana. Nesses anos, o canal transmitiu uma variedade de reposições de clássicos da Cartoon Network, Warner Bros., Hanna-Barbera e animações da era de ouro de animação americana, como "Tom e Jerry", "Looney Tunes", "Popeye" e "Tex Avery". Entre 2011 e 2013, Cartoonito ocupava as manhãs. Entertanto, em 3 de dezembro de 2013, com o lançamento do Cartoon Network em português em Portugal, o canal saiu da televisão no final do ano, juntamente com o TCM.

### Lançamento em Angola, Moçambique e Portugal (2015 - 2023)
Em 21 de abril de 2015, foi lançado um canal português com nova programação e novidades de remakes de clássicos dedicados exclusivamente à programação infanto-juvenil. Oficialmente, o público-alvo era entre os 4 e os 7 anos de idade, como o Canal Panda, mas com uma programação mais cómica do que didática. Porém, o lançamento foi apenas em Angola e Moçambique na operadora DStv. Isso também contribuiu, desvantajosamente, para que programas estreassem no Boomerang de Angola e Moçambique e em Portugal fossem mudados para a Cartoon Network.  
Em 26 de abril de 2018, foi lançado em Portugal, nas operadoras NOWO e Vodafone.
A partir do dia 31 de janeiro de 2022, o Boomerang chega ao MEO em HD na posição 47 para todos os clientes Fibra e Adsl e nos pacotes MEO satélite. Infelizmente na NOS, ainda não era disponível por razões desconhecidas.
O Cartoonito regressou a partir de 21 de fevereiro de 2022 como bloco de programação no Boomerang de Portugal.
Estreou com as séries de Tom e Jerry, a nova série dos Looney Tunes, "Bugs!/New Looney Tunes" e as séries contemporâneas de Scooby-Doo. Também tem atrações não-originais, já com historial antigo na televisão portuguesa, como a série animada de "Mr. Bean" (já dobrada em português), o "Garfield" e a "Vila Moleza".  
A intenção do lançamento deste canal é também atrair fãs clássicos (adultos) à variedade de desenhos e remakes existentes no canal, trazendo de volta o espírito infantil, independentemente da idade. Até 2023, os desenhos do Boomerang era emitidos entre aos 7 até 16 anos, antes para a mudança para Cartoonito em março de 2023. O Bloco Cartoonito foi extinto no dia 22 de março de 2023 como o Bloco do Boomerang Portugal.

### Mudança para Cartoonito (2023 - 2024)
Semlhante a outras versões internacionais do canal, foi confirmado que, em 23 de março de 2023, o Boomerang em Portugal passou a ser um canal completamente dedicado ao Cartoonito. Looney Tunes Cartoons e Scooby-Doo (que estavam na programação do Boomerang) passaram a ser exibidos exclusivamente no Cartoon Network após essa mudança, com Doraemon seguindo pouco depois. No entanto, The Tom and Jerry Show e Mr. Bean: The Animated Series foram mantidos no Cartoonito e não passaram para o outro canal.  

### Fusão com o Cartoonito nos países nórdicos (2024 - presente)
Em 11 de setembro de 2024, o canal português fundiu-se com o Cartoonito nos países nórdicos, formando o feed desse canal da Europa Ocidental.
O Cartoonito foi lançado na NOS no 15 de abril de 2025.

## Logotipo

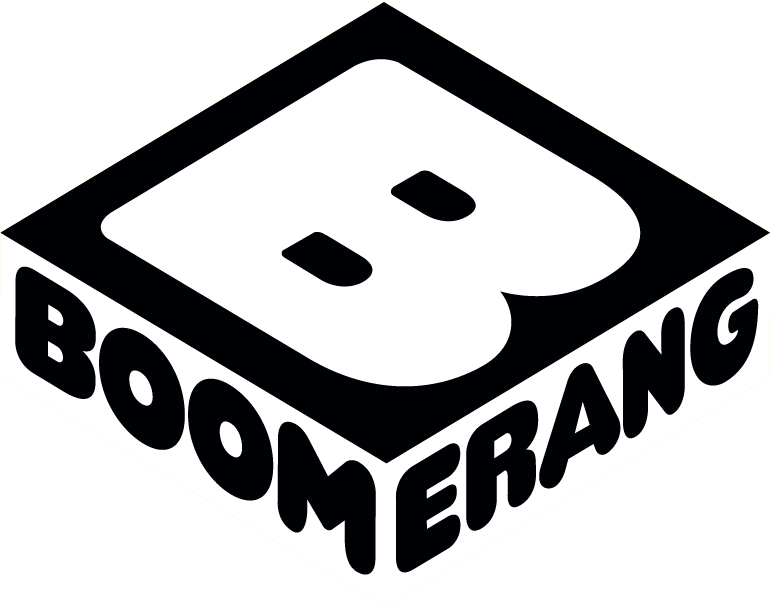
Logótipo usado pelo Boomerang desde 21 de abril de 2015 até 22 de março de 2023 (em Portugal foi usado desde 26 de abril de 2018 até 22 de março de 2023).
Logótipo usado pelo Cartoonito desde 23 de março de 2023.

## Programas do canal
- Alice e Lewis
- Baby Looney Tunes
- Be Cool Scooby-Doo!
- Bugs Bunny: Mãos à Obra
- Batwheels
- Doraemon (também no Cartoon Network e agora no Panda Kids)
- Ella das Estrelas
- Grizzy e os Lemingues
- Lucas, a Aranha
- Lu e o Bando dos Bichinhos
- Mr. Bean
- Moley
- Mundo de Barney
- Mush-Mush e os Mushimelos
- O Show de Tom e Jerry
- Tom e Jerry em Nova Iorque
- Vai, Mike!